# Дернбах (Південний Вайнштрассе)
Дернбах (нім. Dernbach) — громада в Німеччині, розташована в землі Рейнланд-Пфальц. Входить до складу району Південний Вайнштрассе. Складова частина об'єднання громад Аннвайлер-ам-Тріфельс.
Площа — 3,86 км2. Населення становить 452 ос. (станом на 31 грудня 2020).

## Галерея

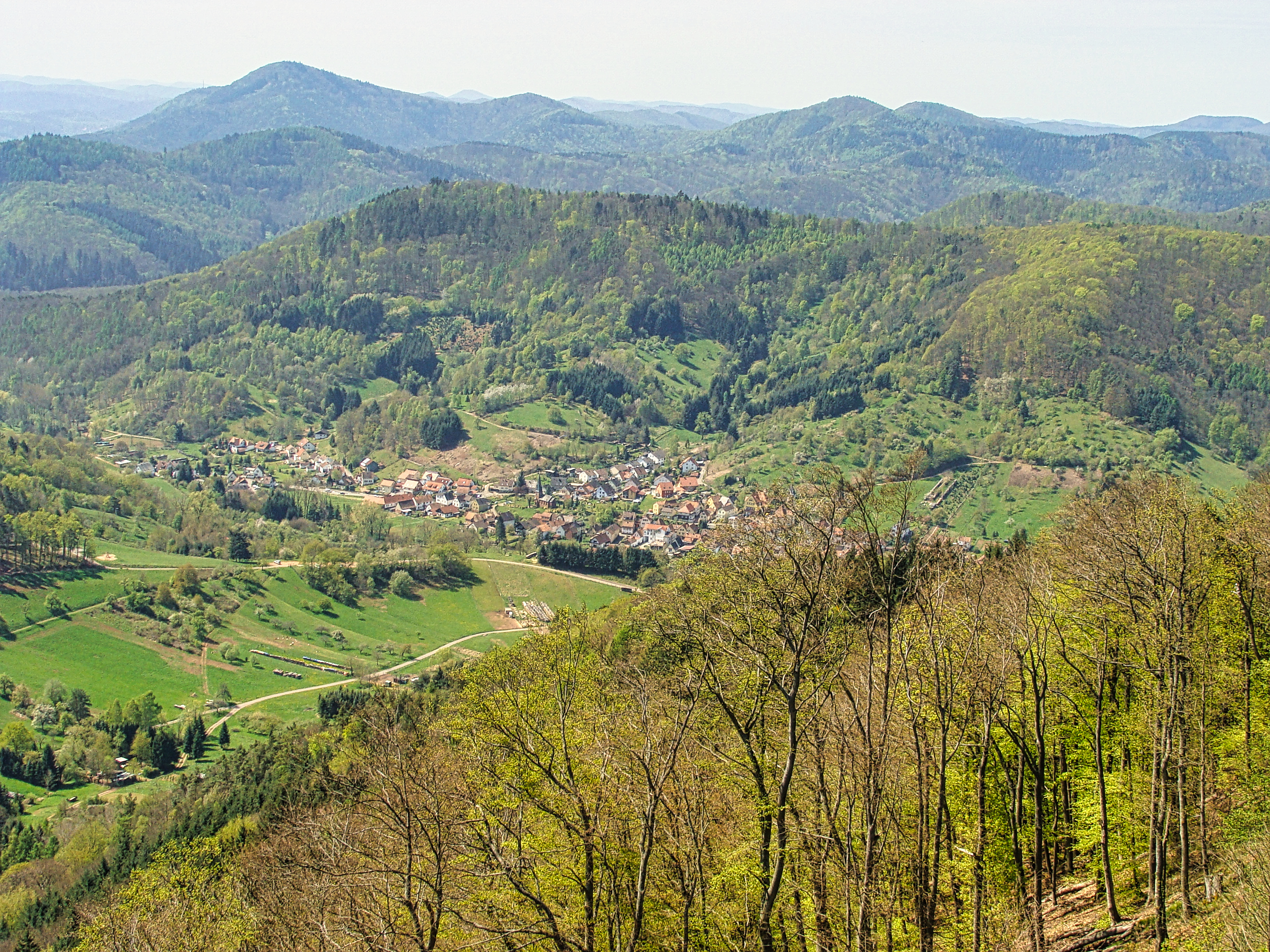
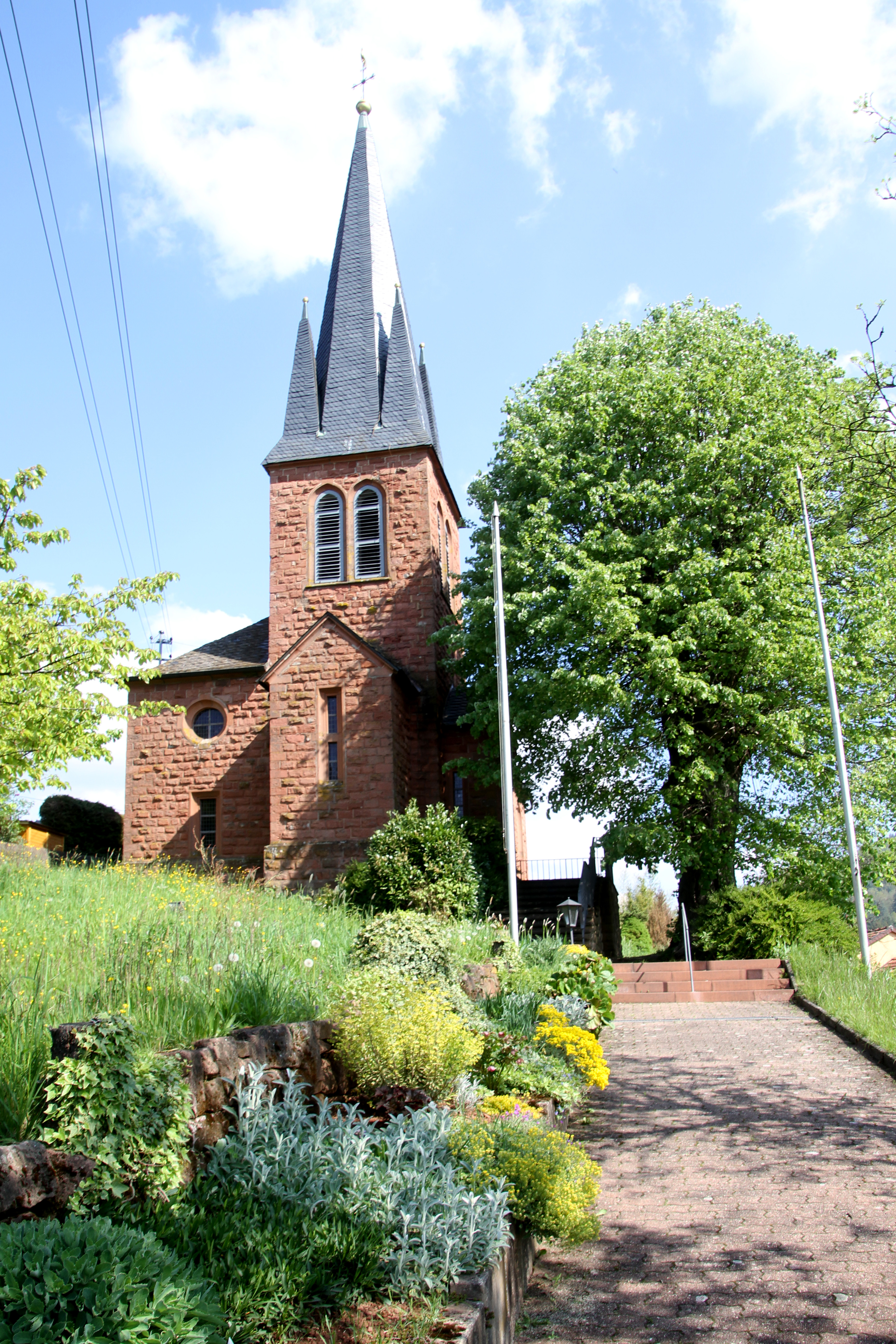